# Saint-Martin (Bas-Rhin)
Pour les articles homonymes, voir Saint-Martin.
Saint-Martin est une commune française, située dans la circonscription administrative du Bas-Rhin et, depuis le 1er janvier 2021, dans le territoire de la Collectivité européenne d'Alsace, en région Grand Est.
Cette commune se trouve dans la région historique et culturelle d'Alsace.

## Géographie

### Localisation
Situé à 1,5 km en amont de Villé, Saint-Martin se trouve au confluent de la vallée du Giessen de Steige et de la vallée du Breitenbach, descendant du Champ du Feu à travers Breitenbach puis Saint-Martin. Le territoire, d’une superficie de 396 ha, est séparé en deux par la vallée alluviale du Giessen d’une largeur de 100 à 250 mètres. Niché à une altitude de 288 mètres, le village est encadré au sud-ouest par la Honel (615 m) et à l'ouest par une série de collines peu élevées mais aux versants souvent pentus qui le séparent de Maisonsgoutte (Erdbeerberg, 456 m). Au sud, le ban communal est bordé par le Scheibenberg (473 m), à l’est par les hauteurs de l’Offenberg (449 m) vers Albé et Breitenbach.

### Communes limitrophes
|               | Breitenbach  | Albé  |
| Maisonsgoutte | Saint-Martin |       |
| Lalaye        | Bassemberg   | Villé |

### Mines
Plusieurs mines de charbons ont existé entre Saint-Martin et Villé (forêt du Klosterwald). Au XIXe siècle, quelques forages ont permis d'extraire de faibles quantités de charbon aux environs de la Fontaine du diable (1834-1845) et Wolfsloch (1845).

### Carrières
Une carrière d'argile se trouvait à proximité de Honcourt et une tuilerie dès le XIXe siècle comme l'atteste un plan cadastral établit en 1867. Dans les registres de la commune, à l'occasion d'une naissance en 1797, on retrouve la trace d'un certain « Gebart Jean (le père), tuilier à Saint-Martin ». Pour le même acte est mentionné comme témoin Gebart George, tuilier à Neuve-Église.

### Hydrographie

#### Réseau hydrographique
La commune est dans le bassin versant du Rhin au sein du bassin Rhin-Meuse. Elle est drainée par le ruisseau Dit le Giessen, le ruisseau le Breitenbach et le ruisseau Munichbach,.
Le ruisseau dit le Giessen, d'une longueur de 11 km, prend sa source dans la commune de Urbeis et se jette  dans Giessen à Villé, après avoir traversé cinq communes. 

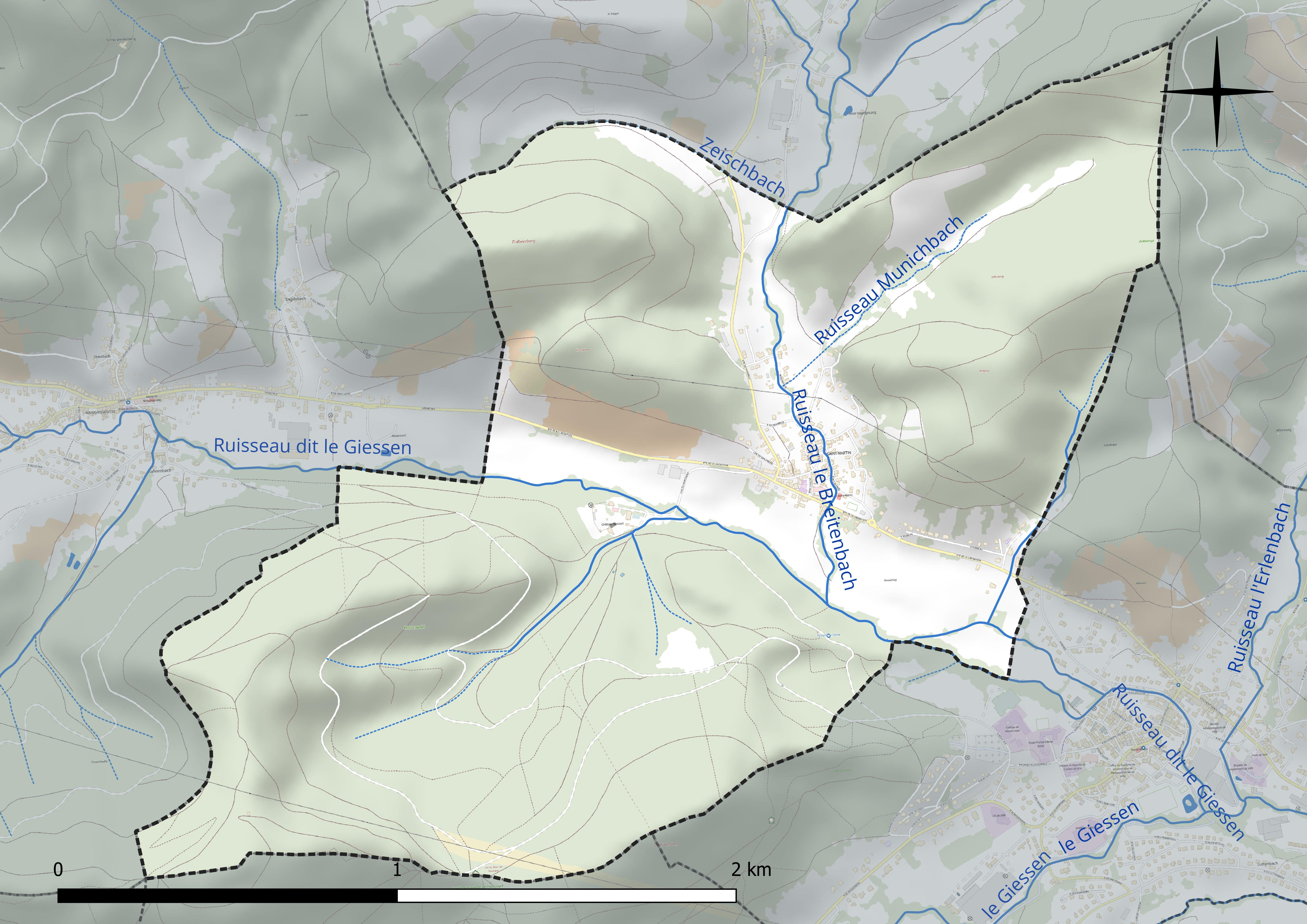
Réseau hydrographique de Saint-Martin.

#### Gestion et qualité des eaux
Le territoire communal est couvert par le schéma d'aménagement et de gestion des eaux (SAGE) « Giessen Liepvrette ». Ce document de planification concerne les bassins versants du Giessen et de la Lièpvrette.  Son périmètre s’étend sur 317 km2. Il a été approuvé le 13 avril 2016. La structure porteuse de l'élaboration et de la mise en œuvre est le Syndicat des eaux et de l'assainissement Alsace Moselle. 
La qualité des cours d’eau peut être consultée sur un site dédié géré par les agences de l’eau et l’Agence française pour la biodiversité. 

### Climat
Pour des articles plus généraux, voir Climat du Grand Est et Climat du Bas-Rhin.
En 2010, le climat de la commune est de type climat des marges montargnardes, selon une étude du Centre national de la recherche scientifique s'appuyant sur une série de données couvrant la période 1971-2000. En 2020, Météo-France publie une typologie des climats de la France métropolitaine dans laquelle la commune est exposée à un climat semi-continental et est dans la région climatique  Vosges, caractérisée par une pluviométrie très élevée (1 500 à 2 000 mm/an) en toutes saisons et un hiver rude (moins de 1 °C). 
Pour la période 1971-2000, la température annuelle moyenne est de 10,2 °C, avec une amplitude thermique annuelle de 17,4 °C. Le cumul annuel moyen de précipitations est de 948 mm, avec 10,5 jours de précipitations en janvier et 9,5 jours en juillet. Pour la période 1991-2020, la température moyenne annuelle observée sur la station météorologique de Météo-France la plus proche, « Villé », sur la commune de Villé à 1 km à vol d'oiseau, est de 11,3 °C et le cumul annuel moyen de précipitations est de 957,7 mm. 
La température maximale relevée sur cette station est de 39,5 °C, atteinte le 13 août 2003 ; la température minimale est de −19 °C, atteinte le 7 février 1991,,. 
Les paramètres climatiques de la commune ont été estimés pour le milieu du siècle (2041-2070) selon différents scénarios d'émission de gaz à effet de serre à partir des nouvelles projections climatiques de référence DRIAS-2020. Ils sont consultables sur un site dédié publié par Météo-France en novembre 2022.

## Urbanisme

### Typologie
Au 1er janvier 2024, Saint-Martin est catégorisée bourg rural, selon la nouvelle grille communale de densité à sept niveaux définie par l'Insee en 2022.
Elle appartient à l'unité urbaine de Villé, une agglomération intra-départementale regroupant quatre  communes, dont elle est une commune de la banlieue,,. Par ailleurs la commune fait partie de l'aire d'attraction de Sélestat, dont elle est une commune de la couronne,. Cette aire, qui regroupe 37 communes, est catégorisée dans les aires de 50 000 à moins de 200 000 habitants,.

### Occupation des sols
L'occupation des sols de la commune, telle qu'elle ressort de la base de données européenne d’occupation biophysique des sols Corine Land Cover (CLC), est marquée par l'importance des forêts et milieux semi-naturels (74 % en 2018), une proportion identique à celle de 1990 (74 %). La répartition détaillée en 2018 est la suivante : 
forêts (74 %), zones agricoles hétérogènes (10,3 %), zones urbanisées (8,2 %), prairies (7,5 %). L'évolution de l’occupation des sols de la commune et de ses infrastructures peut être observée sur les différentes représentations cartographiques du territoire : la carte de Cassini (XVIIIe siècle), la carte d'état-major (1820-1866) et les cartes ou photos aériennes de l'IGN pour la période actuelle (1950 à aujourd'hui).

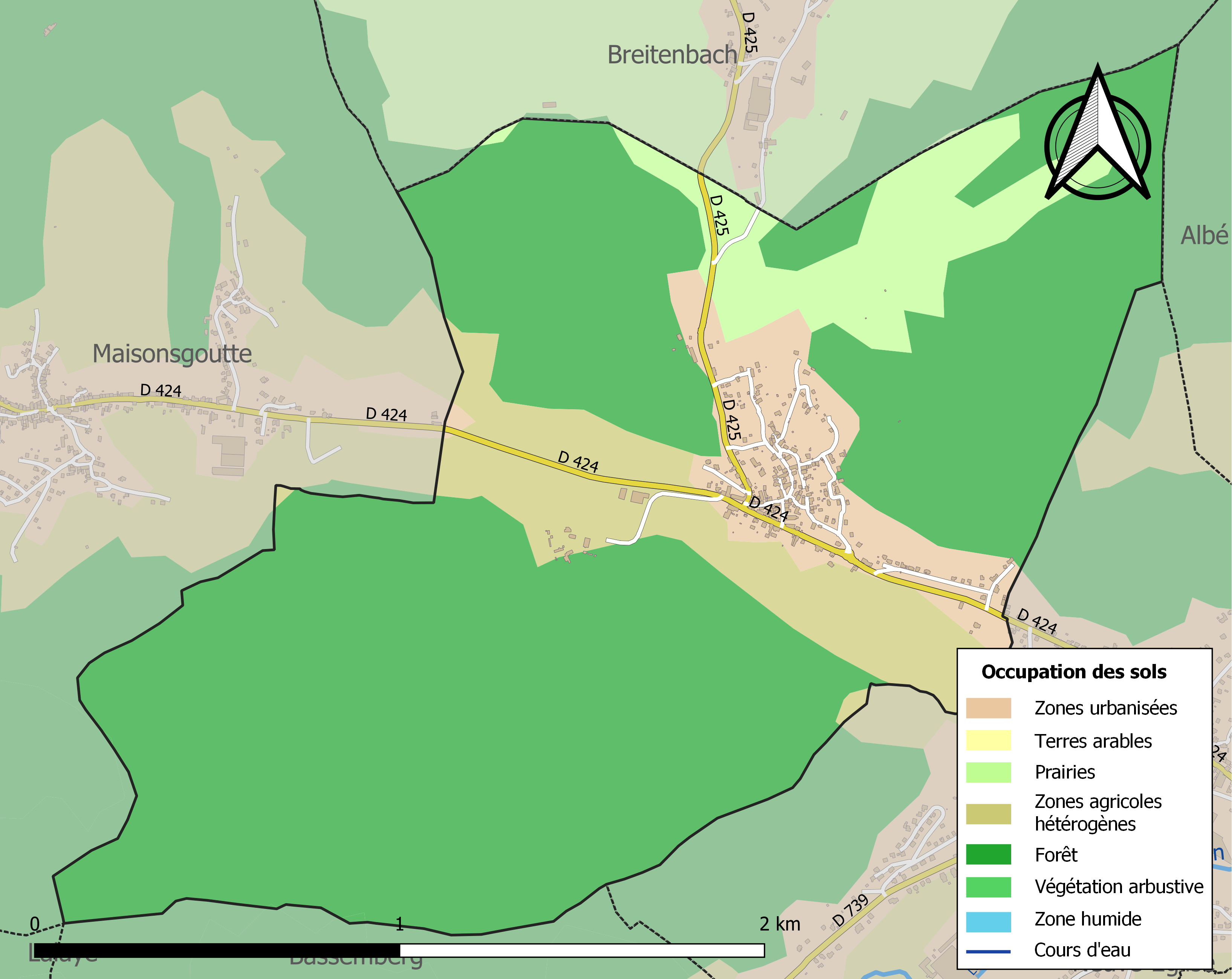
Carte des infrastructures et de l'occupation des sols de la commune en 2018 (CLC).

## Toponymie
Saint-Martin, « Samarte » en alsacien, a conservé tout au long de son histoire le nom de son patron ecclésiastique. Un acte de donation à Honcourt (1061) situe la paroisse « sur les lieux mêmes », c'est-à-dire à proximité immédiate de l'abbaye de Honcourt. On retrouve par la suite Saint-Martin dans le terrier des Habsbourg (1303), saint-Martin (1371), S. Martin vallis Alberti (1390) et Saint-Martin in valle Weileriana (1660).

## Histoire

### Un village qui remonte à l'époque carolingienne
Situé sur l'ancienne route du sel, autour de l'endroit où la rivière de Breitenbach coupe cette voie, Saint-Martin remonterait, du moins si l'on en croit certains historiens, à l'époque carolingienne et serait donc bien antérieur à la création de l'abbaye de Honcourt que l'on situe généralement autour de l'an mil. L'histoire du village, de la paroisse et de l'abbaye resteront étroitement liées.

### Une possession des Habsbourg auXIIIesiècle
À partir du XIIIe siècle, Saint-Martin fait partie de l'Albrechstal, c'est-à-dire de la seigneurie de Villé incorporée dans les possessions des Habsbourg. Le village est géré comme la plupart des autres localités par un Heimburger assisté par quatre échevins, tous placés sous l'autorité du Meyer de la « vallée supérieure » installé à Villé.

### L'abbaye de Honcourt
Appelée Hugueshoven en 1061, Hugonis Curia en 1112, Monasterium S. Michaelis 1135, l'abbaye de Honcourt fut fondée en l'an 1000 par un certain Wernher, comte d'Ortenberg, surnommé de Hurmingen, à l'honneur de saint Michel, pour les religieux bénédictins, et soumise par son fondateur à l'église de Rome. La donation primitive consista dans un grand nombre de biens, prés et forêts situés dans la vallée voisine, dans les serfs qui en dépendaient, dans les églises paroissiales de Saint-Martin et de Fouchy, dans des terres allodiales à Ranrupt et à Mackenheim, dans le droit de pêche et dans celui de prendre dans la forêt tout le bois nécessaire à cette abbaye. En 1611, l'abbé de Honcourt était Paul Voltz, ami d'Érasme, qui se retira à Strasbourg et devint un des ministres protestants de cette ville. En 1615 le pape Paul V incorpora l'abbaye de Honcourt à celle d'Andlau.

### Le village, une dépendance de l'abbaye de Honcourt

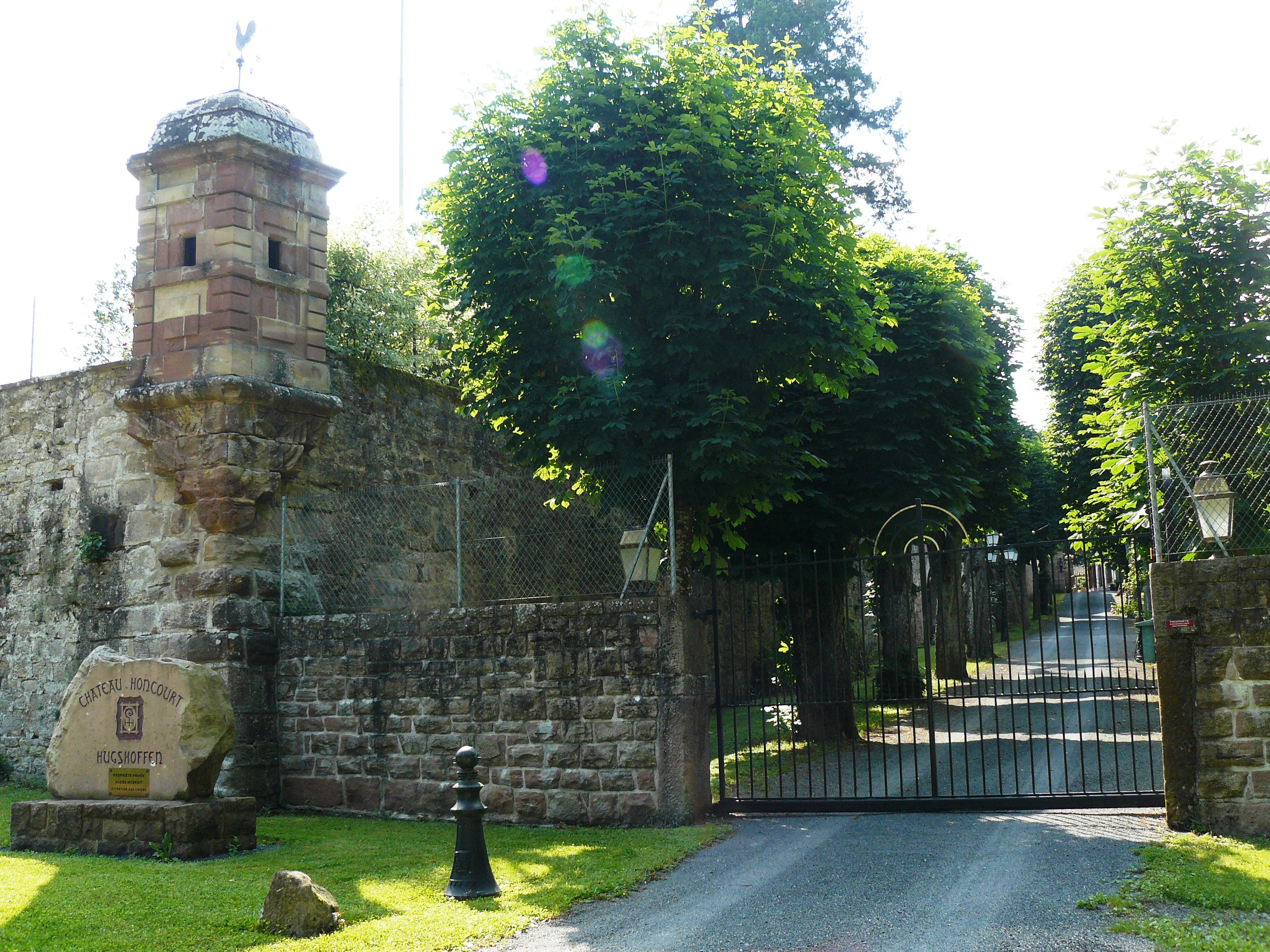
Ancien emplacement où se trouvait avant la Révolution l'abbaye de Honcourt aujourd'hui baptisé le château de Hugshoffen.

Dans le domaine ecclésiastique, la situation diffère quelque peu des autres communes. La cure de Saint-Martin est rattachée de bonne heure à l'abbaye de Honcourt qui en touche les revenus. Un pléban administre la paroisse ainsi que ses deux filiales, Maisonsgoutte et Steige. Au XIVe siècle, la paroisse peut satisfaire aux besoins d'un chapelain ou d'un prémissaire. La situation financière de la bourgeoisie permet la construction en 1343 d'un autel en l'honneur de saint Jean-Baptiste. Mais en 1343, la paroisse semble s'émanciper de la tutelle de l'abbaye qui essaie de récupérer le rectorat. Par une bulle du 18 septembre 1485, le pape Sixte IV tranche en faveur de l'abbaye, et l'évêque de Strasbourg suivant la directive du Saint-Siège promulgue l'union en nommant un administrateur chargé de régler les problèmes de compétence. La paroisse de Saint-Martin doit céder devant les directives de l'abbé qui nomme un vice-pléban. L'abbaye de Honcourt reste donc le seul décimateur du village de Saint-Martin, ainsi que des églises filiales de Maisonsgoutte et Steige jusqu'au XVIIe siècle. L'abbesse d'Andlau prend la relève en 1615. À partir de 1616, l'entretien du chœur et du presbytère est à la charge de l'abbaye princière de sainte Richarde, la nef et le clocher, par contre, restent aux soins de la paroisses et des annexes.
Andlau encaisse la dîme. Cette situation suscite des difficultés et des litiges entre les filiales et plus particulièrement dans les périodes de 1685 et 1695. Les deux communautés de l'arrière-val (Maisonsgoutte et Steige) obtiennent satisfaction en 1711 en leur attribuant un vicaire. La nef du clocher de Saint-Martin est restauré en 1748-1749, mais l'obligation pour les deux filiales de participer aux frais financiers provoque un procès qui ne trouvera sa solution qu'après la Révolution.

### Les conflits
Durant le Moyen Âge, Saint-Martin eut probablement à souffrir des différents conflits armés qui touchèrent la vallée. Située sur l'ancienne route du Sel qui vit traverser les troupes de Lorraine en Alsace et vice-versa, la localité est certainement de nouveau envahie durant la guerre des Armagnacs (1445) et la guerre de Trente Ans (1618-1648). En 1665, une note paroissiale confirme que « beaucoup de biens sont en friches, que personne ne veut prendre pour le cens parce qu'il y a peu de monde ». Au cours de tous ces conflits, la commune perd une importante partie de sa population.

### Le repeuplement
Après la guerre de Trente Ans, sous le règne de Louis XIV, l'activité économique du village redémarre doucement. Elle repose essentiellement sur l'agriculture et la viticulture (quelques coteaux vers Villé et Maisonsgoutte), ainsi que des installations mues par la force hydraulique du ruisseau de Breitenbach (moulin, scierie, martinet).

## Politique et administration

### Liste des maires
| Période                                  | Période  | Identité      | Étiquette | Qualité |
| ---------------------------------------- | -------- | ------------- | --------- | ------- |
| Les données manquantes sont à compléter. |          |               |           |         |
| mars 2001                                | 2014     | André Clad    |           |         |
| 2014                                     | mai 2020 | Raymond Wirth |           |         |
| mai 2020                                 | En cours | André Muller  |           |         |

## Population et société

### Démographie
L'évolution du nombre d'habitants est connue à travers les recensements de la population effectués dans la commune depuis 1793. Pour les communes de moins de 10 000 habitants, une enquête de recensement portant sur toute la population est réalisée tous les cinq ans, les populations de référence des années intermédiaires étant quant à elles estimées par interpolation ou extrapolation. Pour la commune, le premier recensement exhaustif entrant dans le cadre du nouveau dispositif a été réalisé en 2007.

En 2022, la commune comptait 371 habitants, en évolution de +5,4 % par rapport à 2016 (Bas-Rhin : +3,17 %, France hors Mayotte : +2,11 %).
| 1793 | 1800 | 1806 | 1821 | 1831 | 1836 | 1841 | 1846 | 1851 |
| ---- | ---- | ---- | ---- | ---- | ---- | ---- | ---- | ---- |
| 356  | 395  | 455  | 500  | 531  | 487  | 481  | 476  | 499  |

| 1856 | 1861 | 1866 | 1871 | 1875 | 1880 | 1885 | 1890 | 1895 |
| ---- | ---- | ---- | ---- | ---- | ---- | ---- | ---- | ---- |
| 473  | 476  | 465  | 481  | 443  | 422  | 362  | 355  | 389  |

| 1900 | 1905 | 1910 | 1921 | 1926 | 1931 | 1936 | 1946 | 1954 |
| ---- | ---- | ---- | ---- | ---- | ---- | ---- | ---- | ---- |
| 376  | 372  | 377  | 336  | 319  | 303  | 299  | 296  | 286  |

| 1962 | 1968 | 1975 | 1982 | 1990 | 1999 | 2006 | 2007 | 2012 |
| ---- | ---- | ---- | ---- | ---- | ---- | ---- | ---- | ---- |
| 298  | 283  | 326  | 300  | 306  | 303  | 336  | 341  | 354  |

| 2017 | 2022 | - | - | - | - | - | - | - |
| ---- | ---- | - | - | - | - | - | - | - |
| 352  | 371  | - | - | - | - | - | - | - |

## Culture locale et patrimoine

### Lieux et monuments

#### L'église Saint-Martin
L'église du village est placée sous le patronage de saint Martin. L'évêque de Tours, connu et vénéré pour avoir partagé son manteau d'officier romain avec un mendiant, a également donné son nom au village. C'est en 1343 qu'est érigé un autel consacré à saint Jean-Baptiste ; l'église est à nouveau mentionnée en 1371, puis en 1390 sous le ministère de Johann Vogthaus, presbiter rector ecclesiae St. Martini vallis Alberti. En 1426, la paroisse est retirée à Nicolas Honsae, coupable d'avoir laissé Bergulus, prêtre excommunié, célébrer l'office divin.
L'église est probablement reconstruite en 1649, juste après la fin de la guerre de Trente Ans, à la suite d'un incendie. Le clocher actuel a très certainement survécu au sinistre. Un cartouche de linteau de la porte d'entrée porte l'année 1749, époque à laquelle la nef est agrandie. Ces travaux sont repérables grâce à des traces de maçonnerie qui sont encore visibles sous les combles et à la présence d'une fenêtre géminée du clocher qui a été cachée par la nouvelle toiture. D'autres travaux ont lieu dont en 1935 la construction d'un auvent sur quatre piliers, structure destinée à protéger la porte d'entrée.
L'église de Saint-Martin s'élève au milieu du cimetière dans lequel, du côté nord, quatre bornes délimitent encore un espace non béni réservé à l'inhumation des excommuniés.
La nef est importante (22 × 10 mètres) et se prolonge vers l'orient par une tour carrée de 5 × 5 mètres. Celle-ci présente encore des ouvertures sur trois faces : au nord et au sud une fenêtre géminée avec encadrement chanfreinée en grès, à l'est une grande ouverture en arc brisé. La fenêtre géminée de la face occidentale est cachée par le toit de la nef.
Sur l'appui de la fenêtre Sud, on entrevoit encore cinq pièces métalliques incurvées vers le haut avec un œillet à leur extrémité. Il y avait là jadis, montées sur un axe, trois poulies qui renvoyaient les cordes mettant en branle les trois cloches. Dans la voûte du chœur, nous voyons encore trois passages de cordes destinés au même usage. Mais sonner les cloches au moment de la consécration implique alors de voir les enfants de chœur se déchaîner en des postures qui finissent par choquer la piété de certains paroissiens. Il est décidé d'envoyer les sonneurs se livrer à leurs exercices en plein air. Les trois cloches datent de 1822. Elles sont respectivement dédiées à la sainte Trinité, à saint-Martin évêque et à la sainte Vierge Marie. Elles proviennent de la fonderie David Maurice de Soultz et portent les mentions de leurs parrains et marraines.
Piéta
La nef de l'église possède une piéta. Il s'agit d'une œuvre naïve dont les traits simples, les plis de la robe, la position des mains presque disproportionnées provoquent la sympathie et la compassion. La mère soutient le corps de son enfant ensanglanté comme elle portait son enfant en bas âge. Elle n'ose serrer ce corps disloqué, craignant de lui faire mal encore.
Statue de la Vierge portant l'enfant
À côté de l'autel, dans une niche, on découvre une statue de la Vierge Marie portant l'enfant Jésus, posée sur un socle dont les quatre angles sont décorés de têtes d'angelots. Un médaillon difficilement déchiffrable porte probablement l'inscription « St. Maria, macula non est in te cano » soit « Marie je chante, il n'y a pas de tache en toi ». La Vierge est sur un globe où s'enroule le serpent et pose le pied sur un croissant de lune. Elle porte l'Enfant Jésus qui, d'une lance, transperce la tête et la queue du serpent.
Les vitraux
L'église de Saint-Martin possède huit vitraux dans la nef qui sont consacrés à saint Joseph (atelier Honer de Nancy (1879), au Sacré Cœur (1877), à saint Martin (atelier Ott de Strasbourg, 1921 offert par la paroisse reconnaissante le 11 novembre 1918), à saint Louis (1879) en mémoire du prénom de son donateur, au Cœur immaculé de Marie (1877), et à sainte Odile (atelier Ott, 1921). Plusieurs de ces vitraux ont été offerts par le curé Louis Naegel.

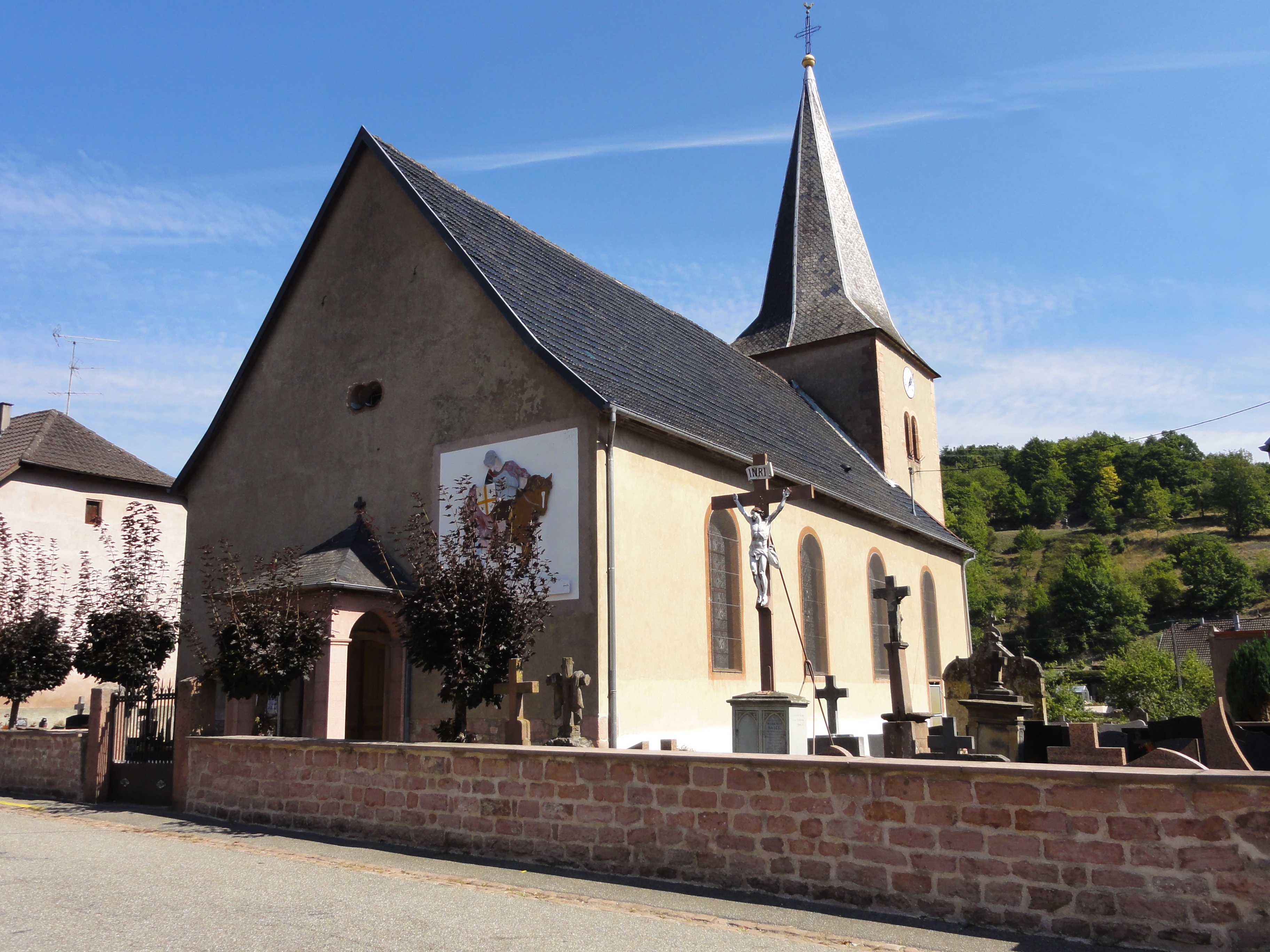
Église Saint-Martin.
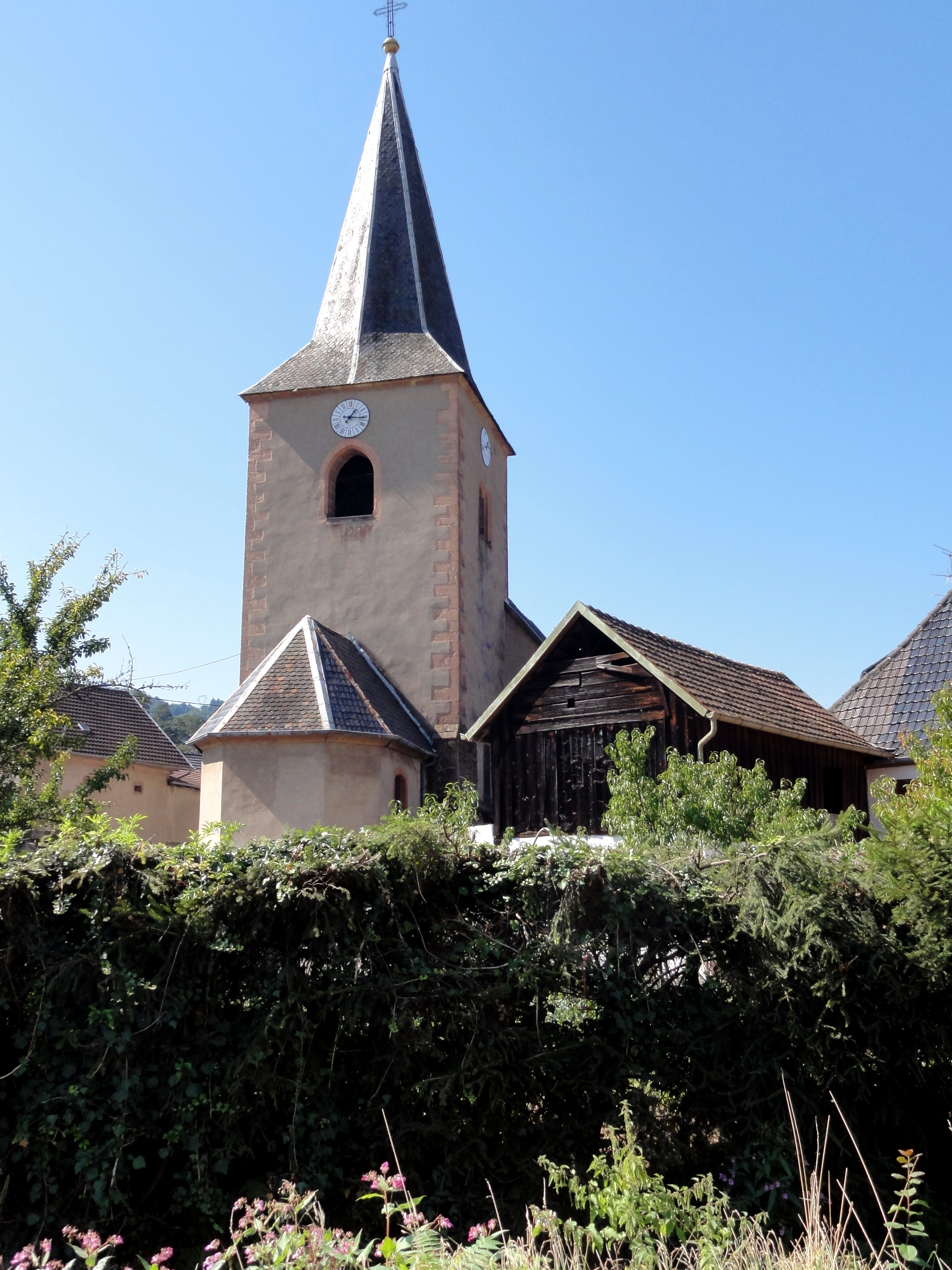
Clocher et chevet.
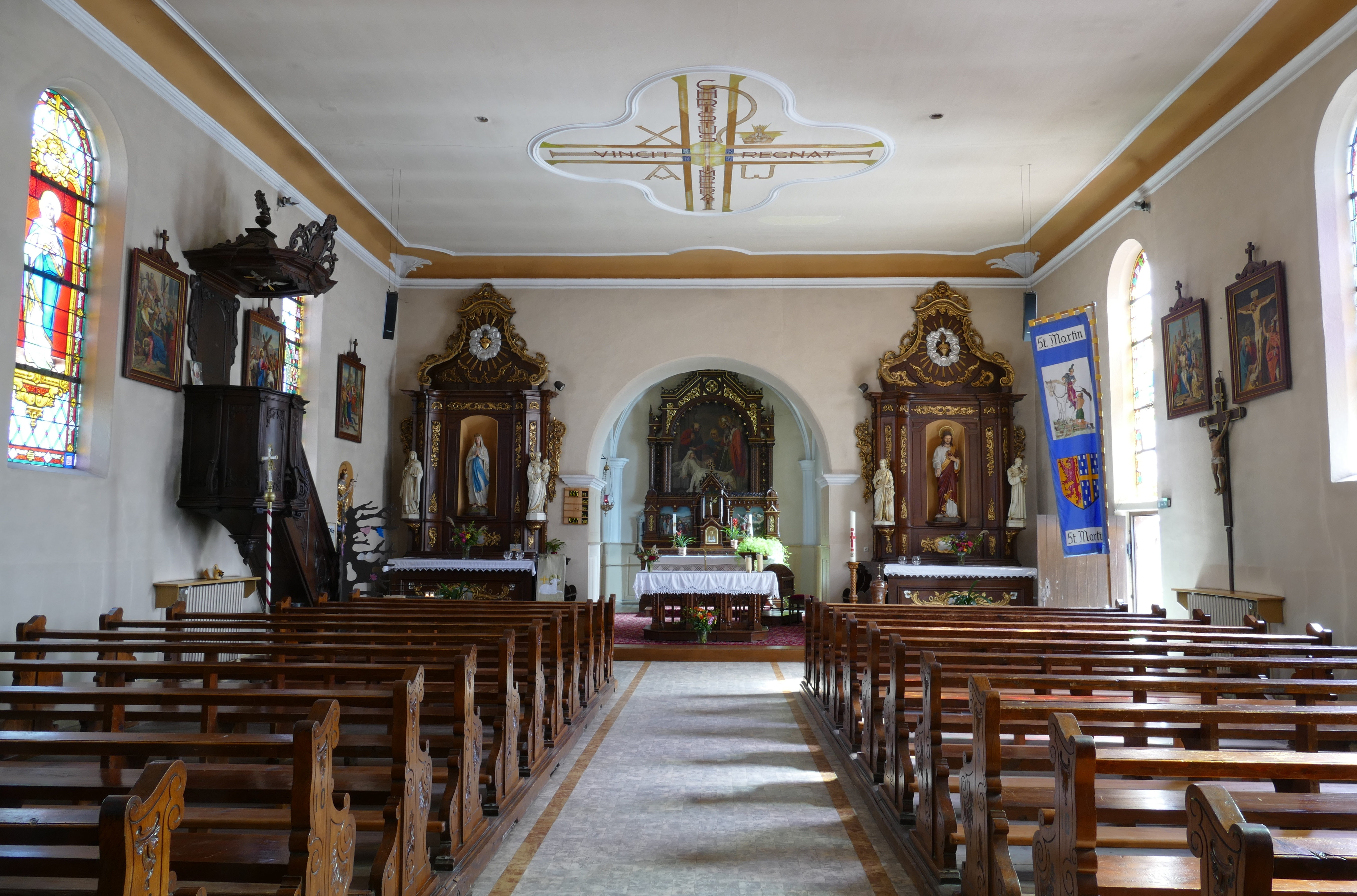
Vue intérieure de la nef vers le chœur.
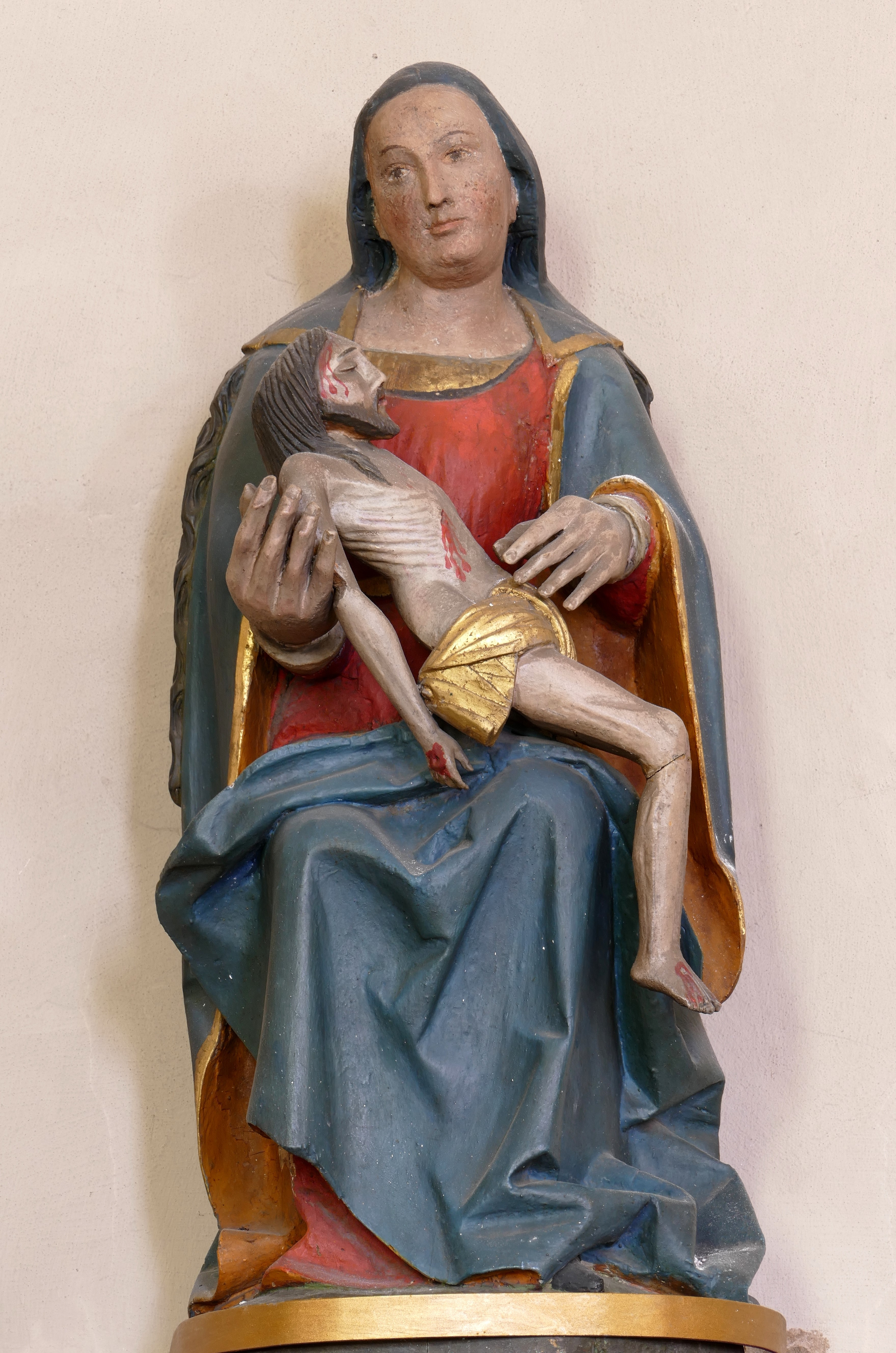
Vierge de Pitié (XVIe-XVIIIe-XIXe).
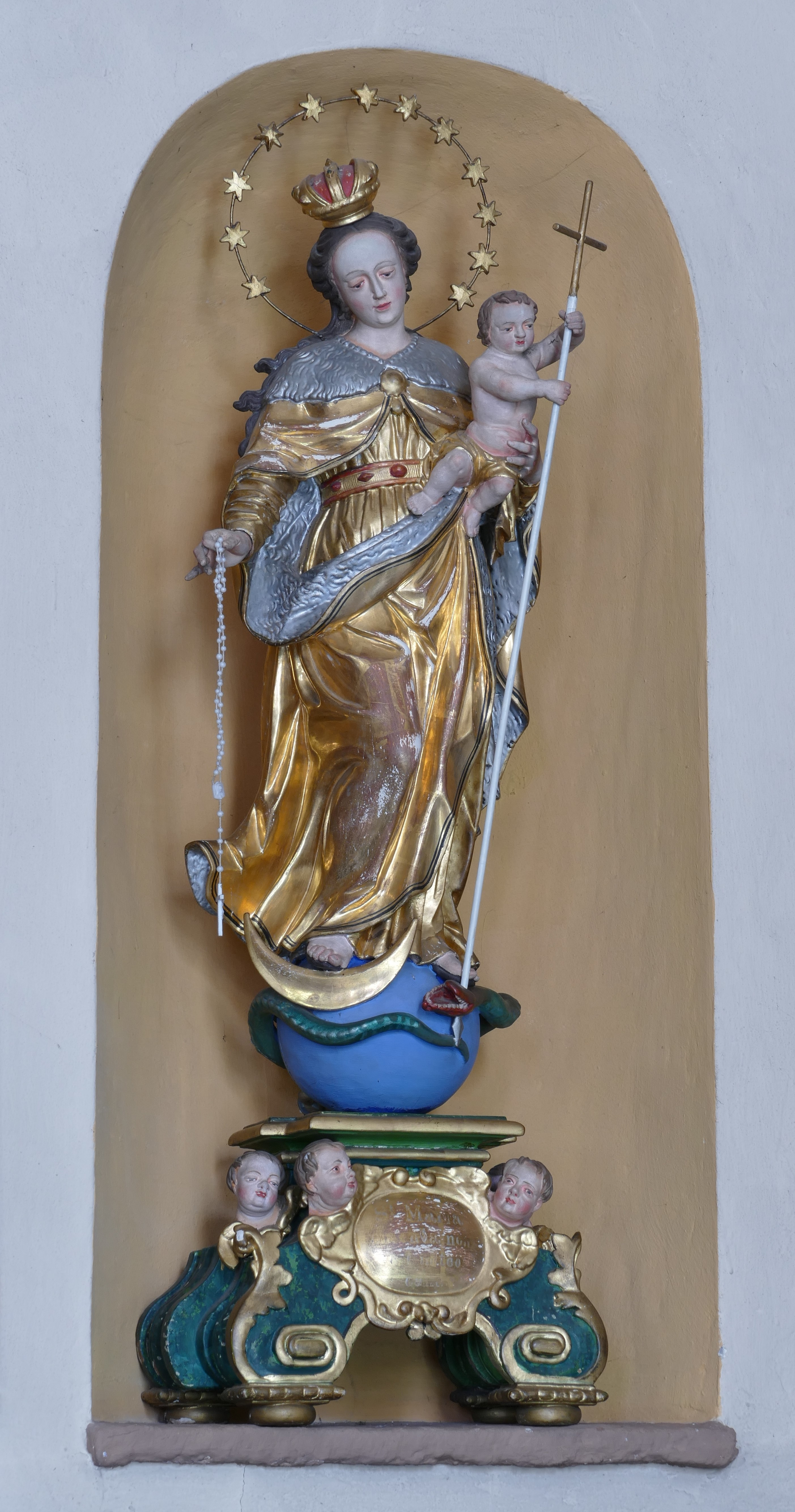
Vierge à l'enfant (XVIIIe).
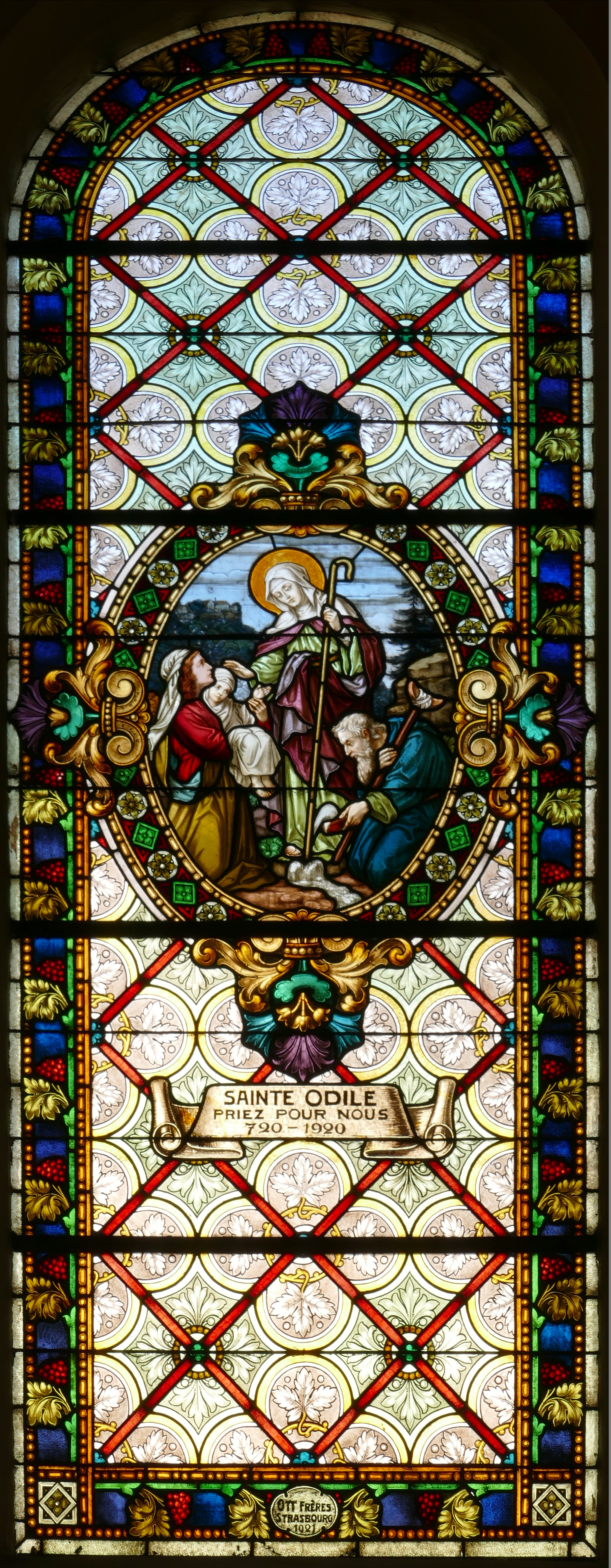
Verrière « sainte Odile » (1921, Ott Frères).

#### Petits monuments religieux

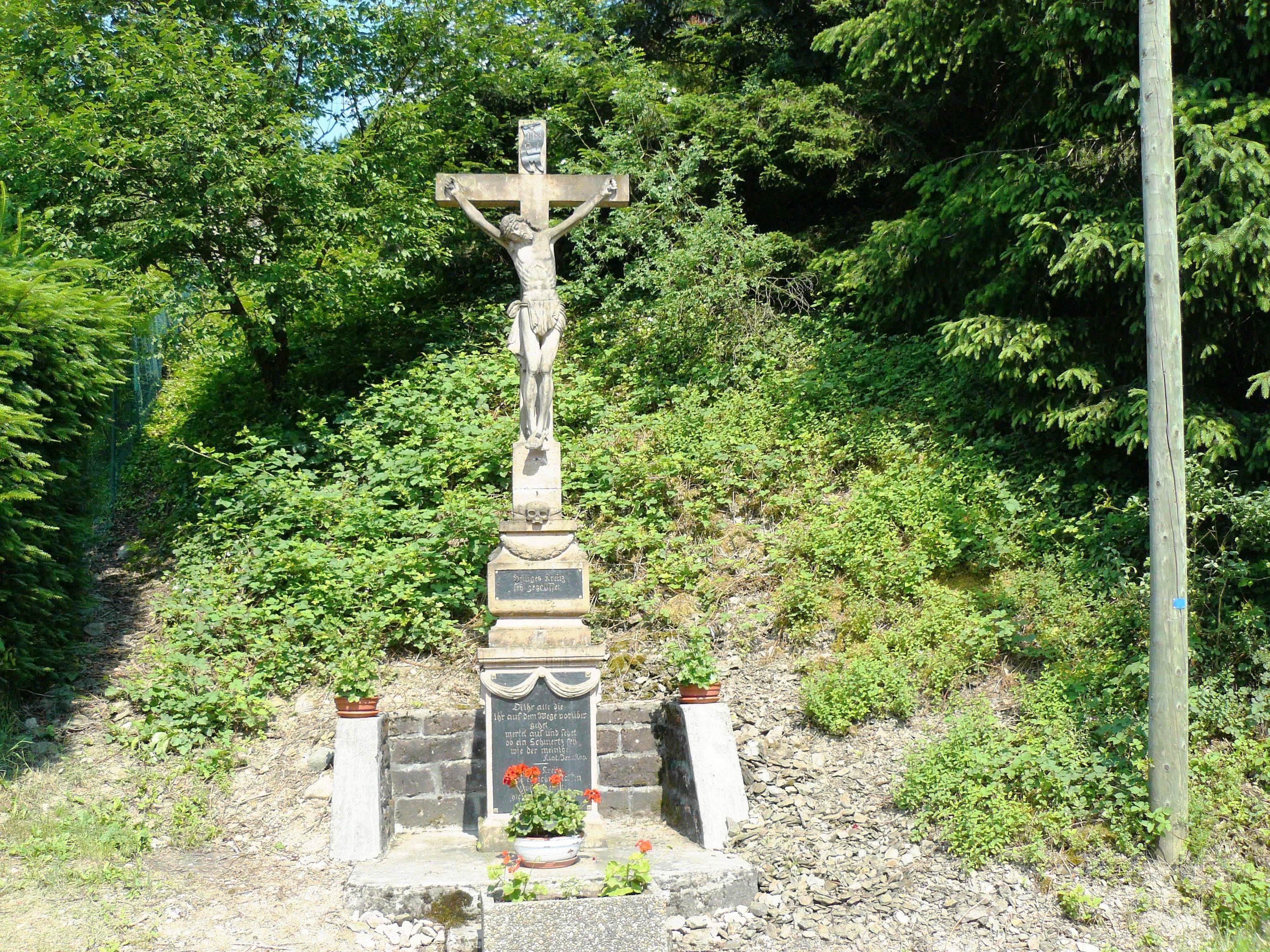
Un calvaire de Saint-Martin.

Neuf croix sont répertoriées sur le ban de Saint-Martin. La plus vieille croix se trouve au cimetière, elle date de 1724, en grès gris fin mais plus fragile que le grès rose du fut et du piédestal. Les membres inférieurs du Christ sont en mauvais état, sa tête couronnée est ornée de part et d'autre de deux fers en pointes, preuves de son grand âge. Seule la tête du Christ de la grande croix de l'ancien cimetière de Villé est semblable. Sur trois côtés du piédestal, une grande rosace s'inscrit dans un carré.
Une autre croix, la première à droite de l'entrée du cimetière, se dresse sur la tombe des parents du curé Mantz. En grès rose, elle a été érigée en 1824, c'est un beau témoin de l'art populaire.
Le cimetière abrite également le monument funéraire du curé François Cuny. Cuny devient propriétaire du château de Honcourt quand celui-ci est déclaré bien national. "Il s'y établit en prince de la libre pensée" [source ?].

#### Les bornes limites communales
La forêt de l'ancienne abbaye de Honcourt a été abornée en 1757 pour marquer les limites communales avec les villages voisins de Maisonsgoutte, Bassemberg et Villé. Les bornes sont très enterrées mais le millésime apparaît sur l'une ou l'autre. Sur quelques pierres situées en dehors de la forêt, Saint-Martin est représenté par les lettres S.M.

### Galerie

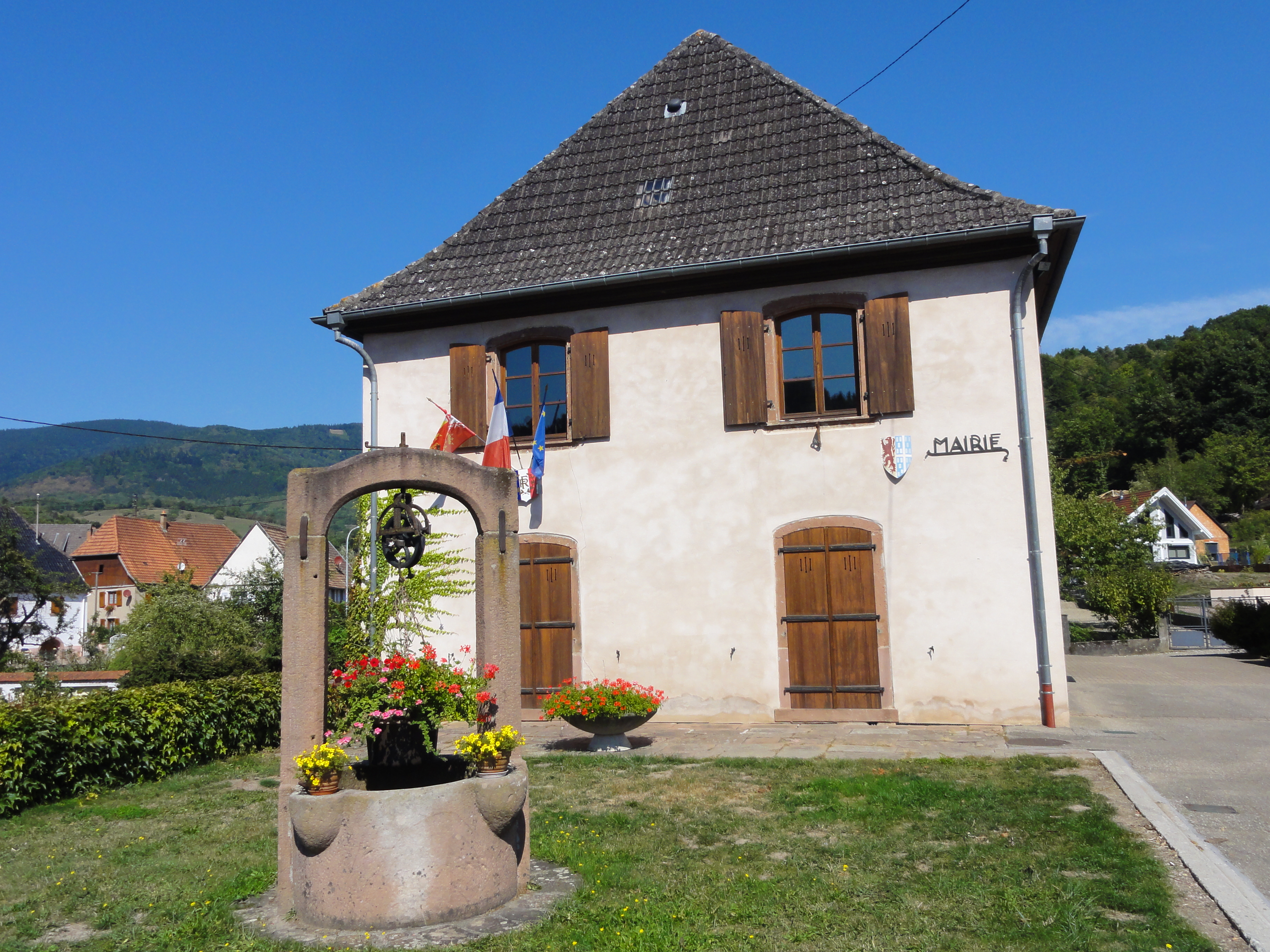
Ancien presbytère (XVIIIe), actuellement mairie, 10 rue de la Libération.
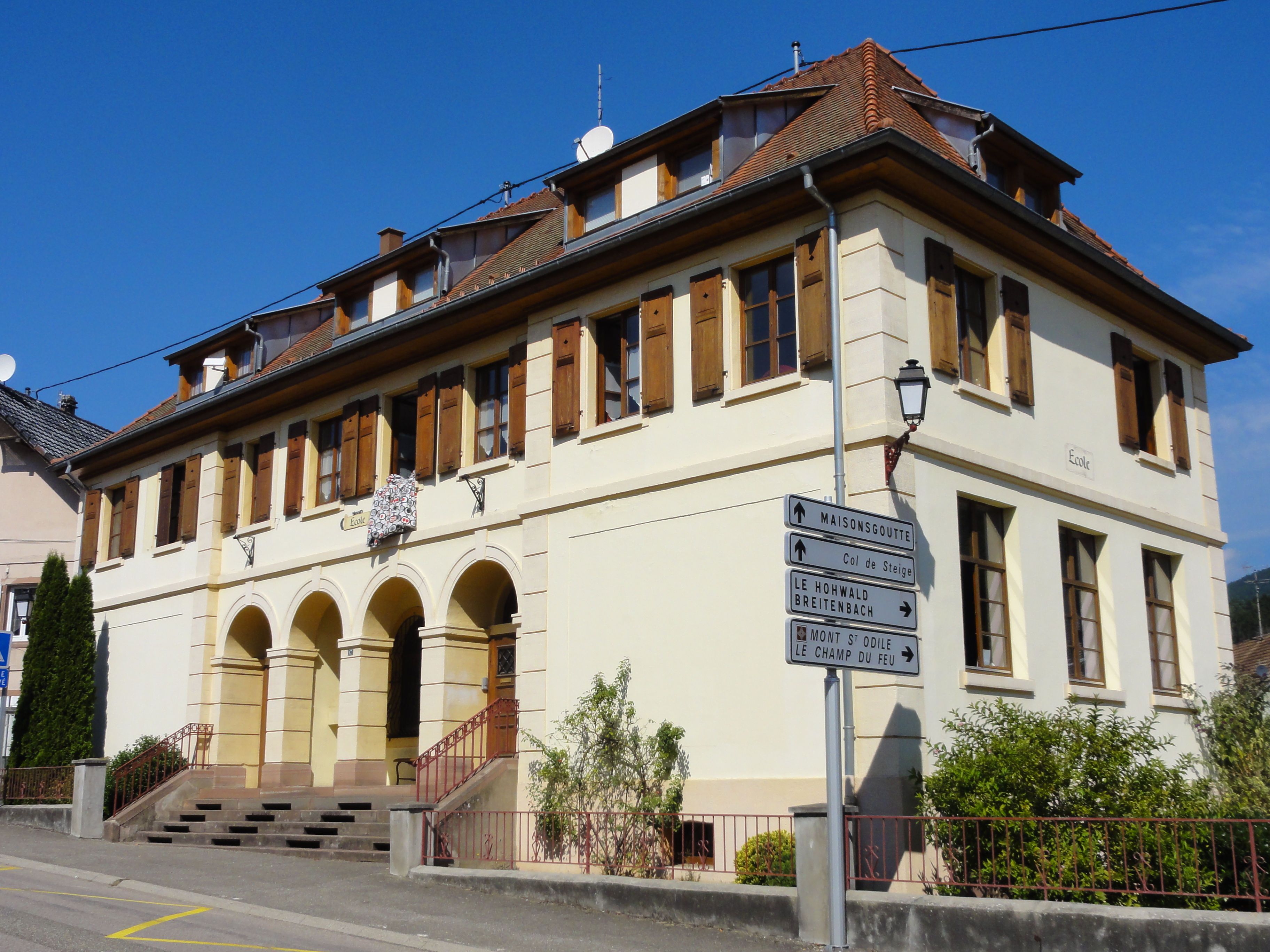
École (XXe), ancienne mairie, 17 rue de la Libération.
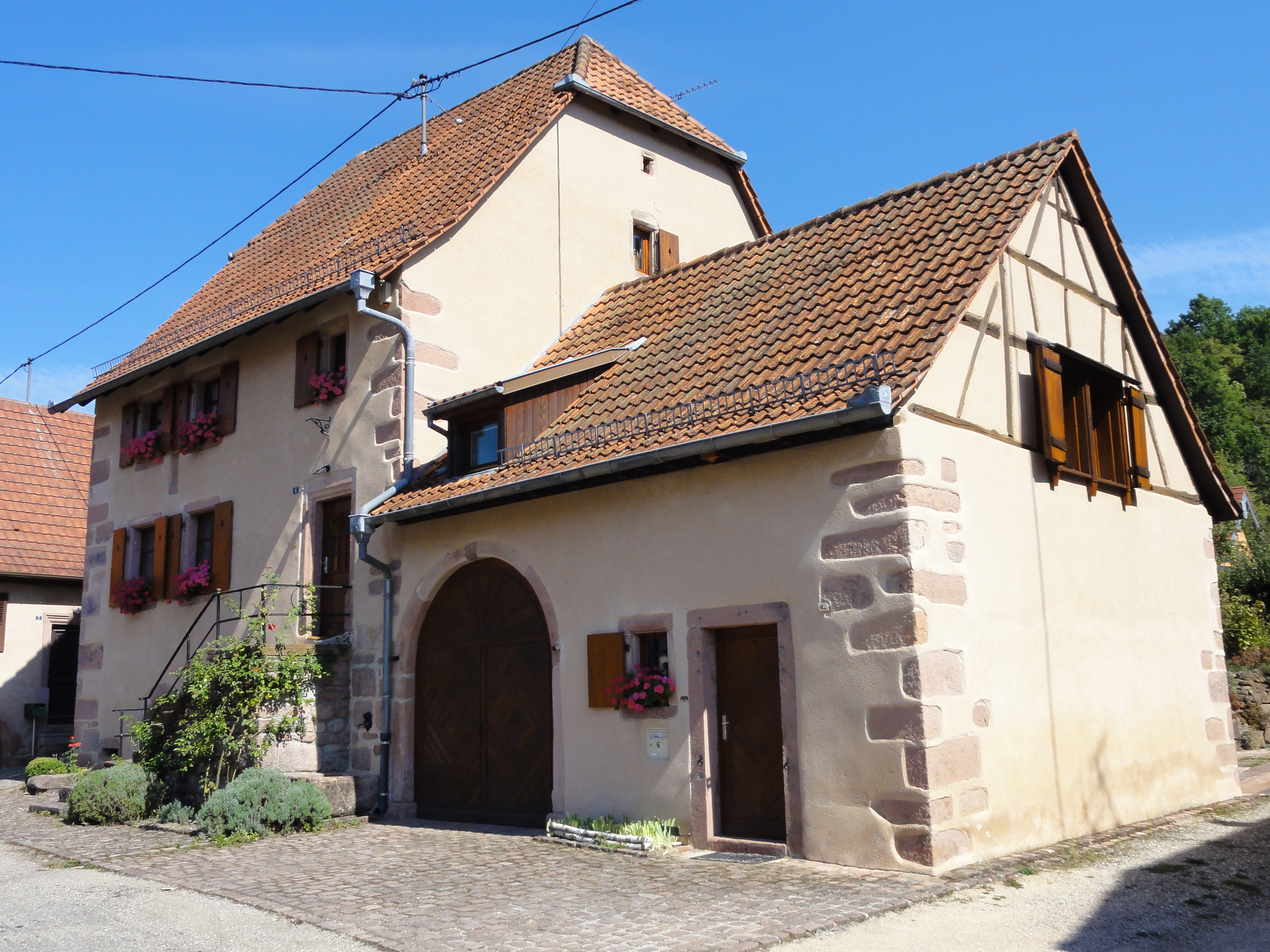
Ancienne ferme (1768), 6 rue du Calvaire.
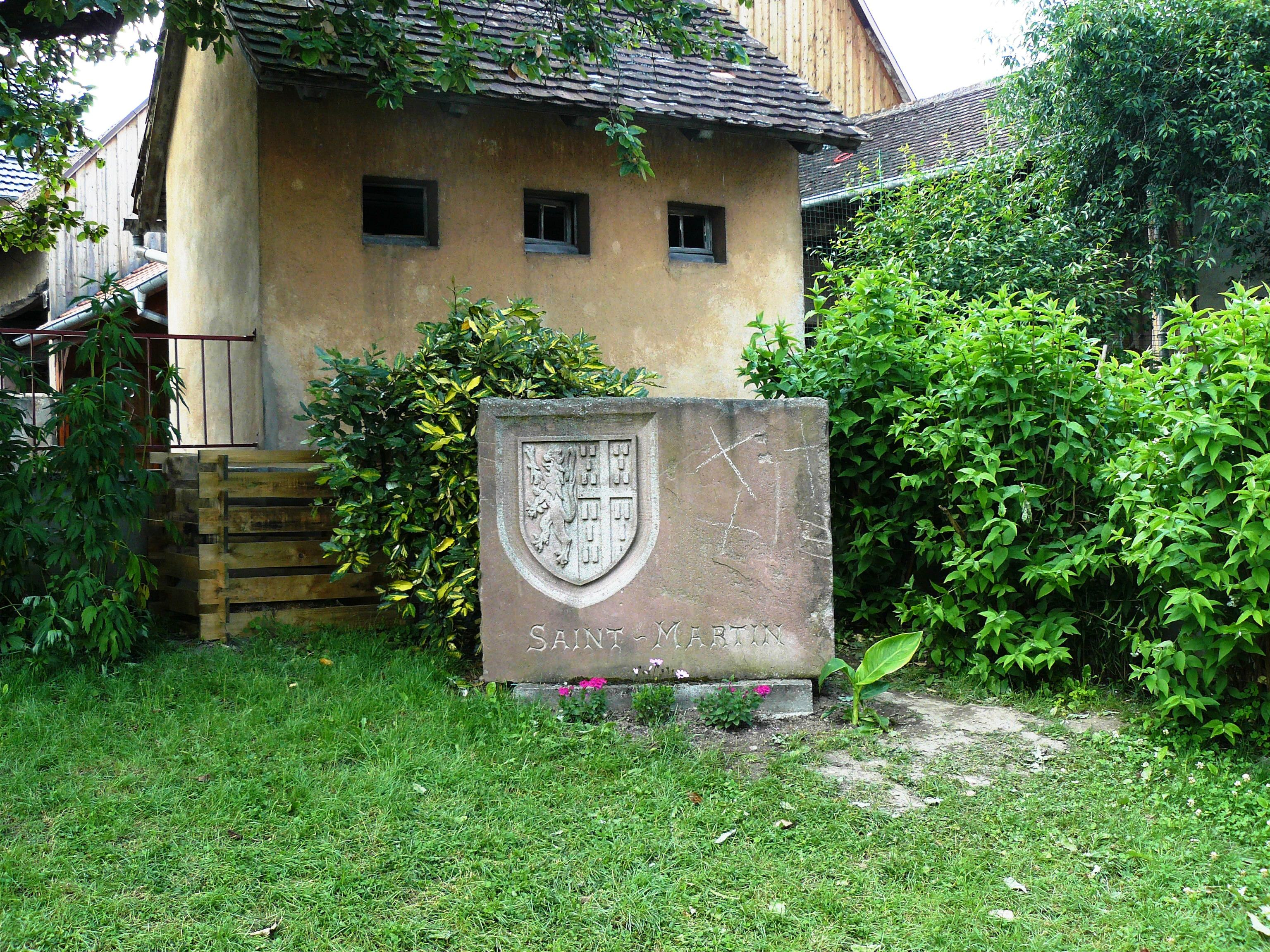
Parc près de la mairie.
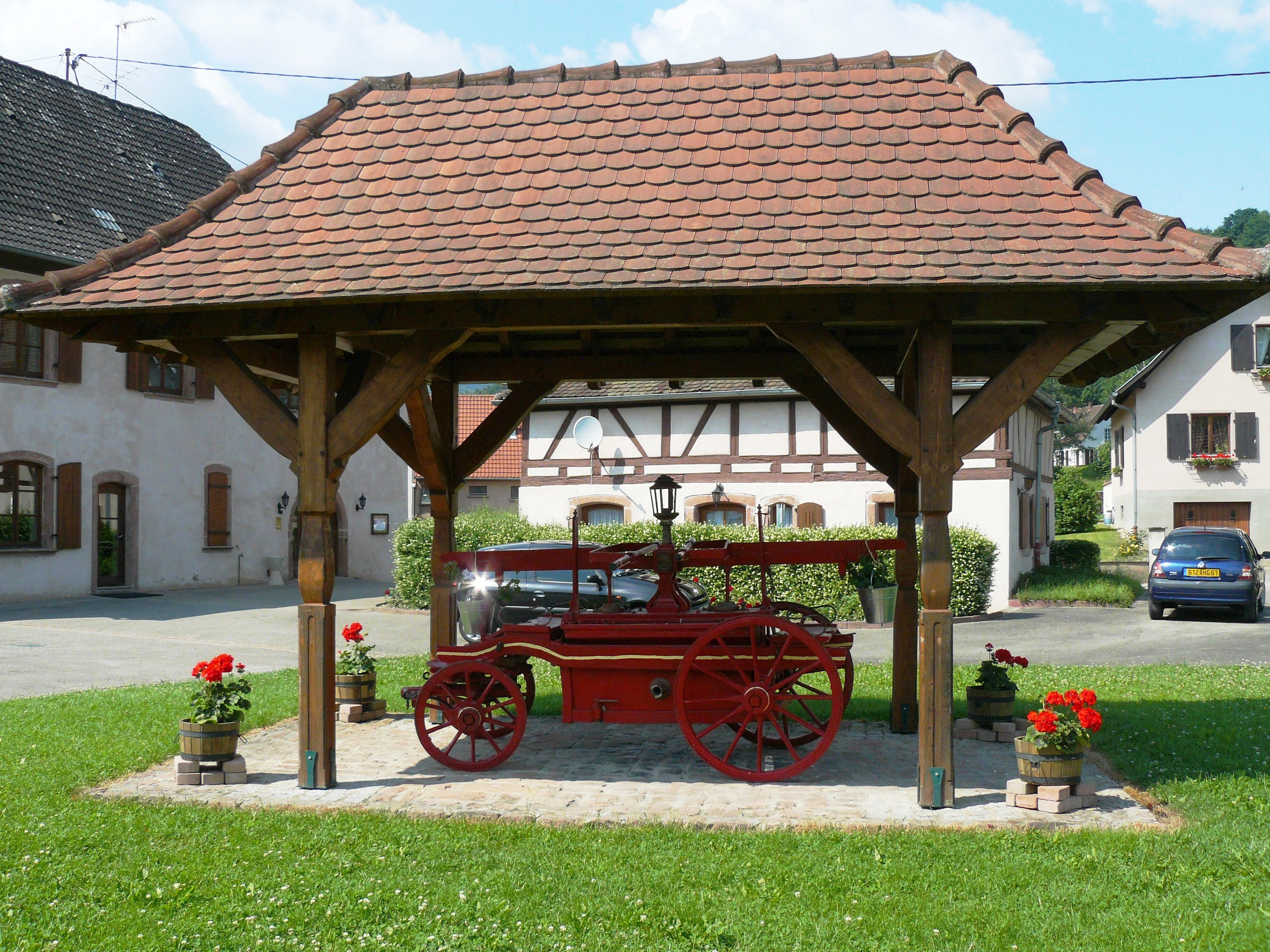
Place à côté de la mairie.
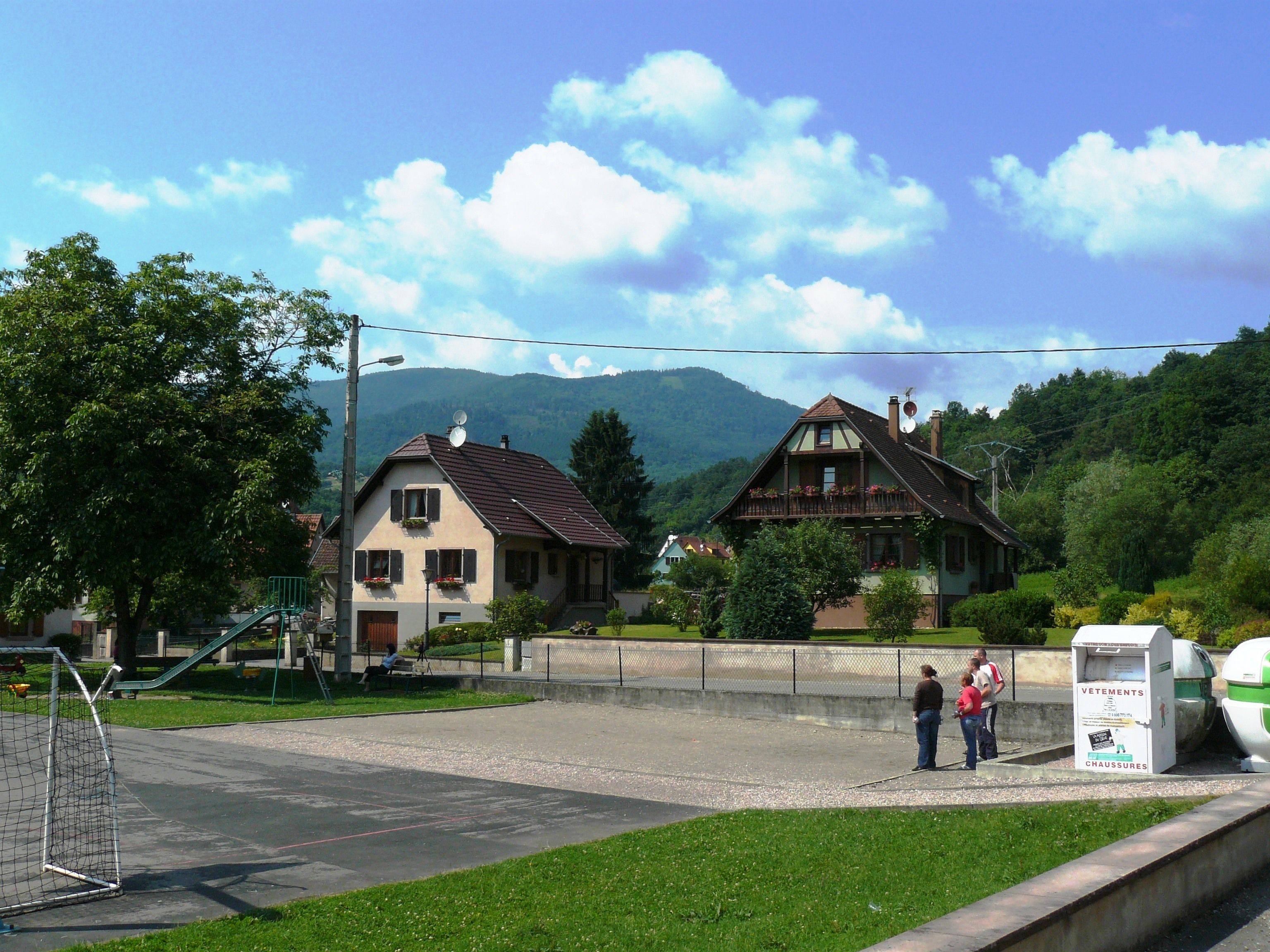
Place de jeux dans le parc près de la mairie.
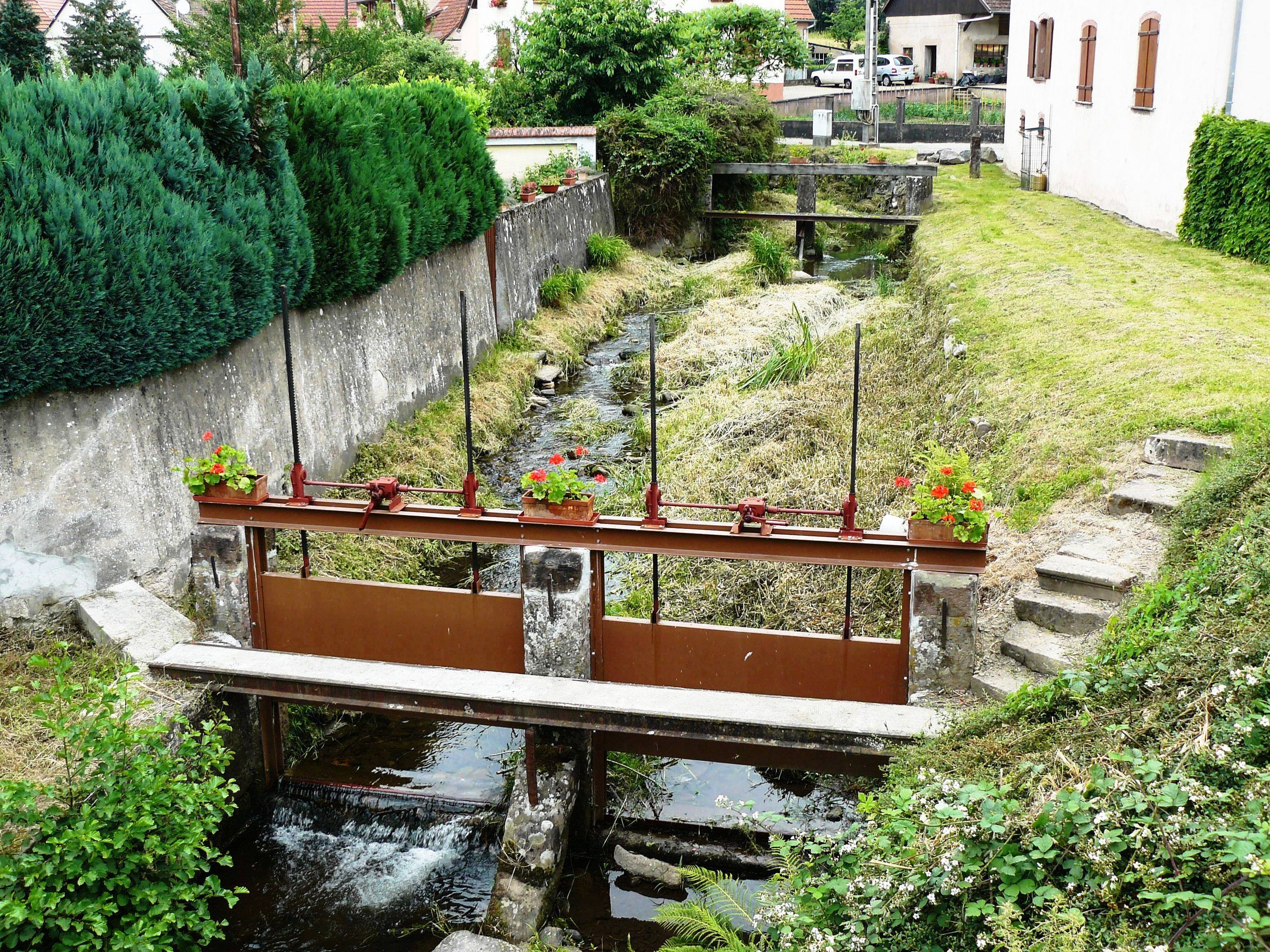
Rivière du Breitenbach coulant dans le village.

### Personnalités liées à la commune
- Paul Voltz de Schüttern : abbé de Honcourt en 1512. Grand ami de Beatus Rhenanus et correspondant d'Érasme de Rotterdam[réf. nécessaire].

### Héraldique
| Blason de Saint-Martin (Bas-Rhin) | Blason  | Parti : au 1er d'or au lion de gueules, au 2e d'azur à la croix d'or cantonnée de vingt billettes d'argent, cinq dans chaque canton ordonnées en sautoir. |
| Blason de Saint-Martin (Bas-Rhin) | Détails | |